# Banco Nacional de Comércio de Timor-Leste
Banco Nacional de Comércio de Timor-Leste (BNCTL) ist eine osttimoresische Handelsbank mit Sitz in Dili. Die Zentrale befindet sich im zweiten Stock des Timor Plazas im Stadtteil Comoro.

## Geschichte

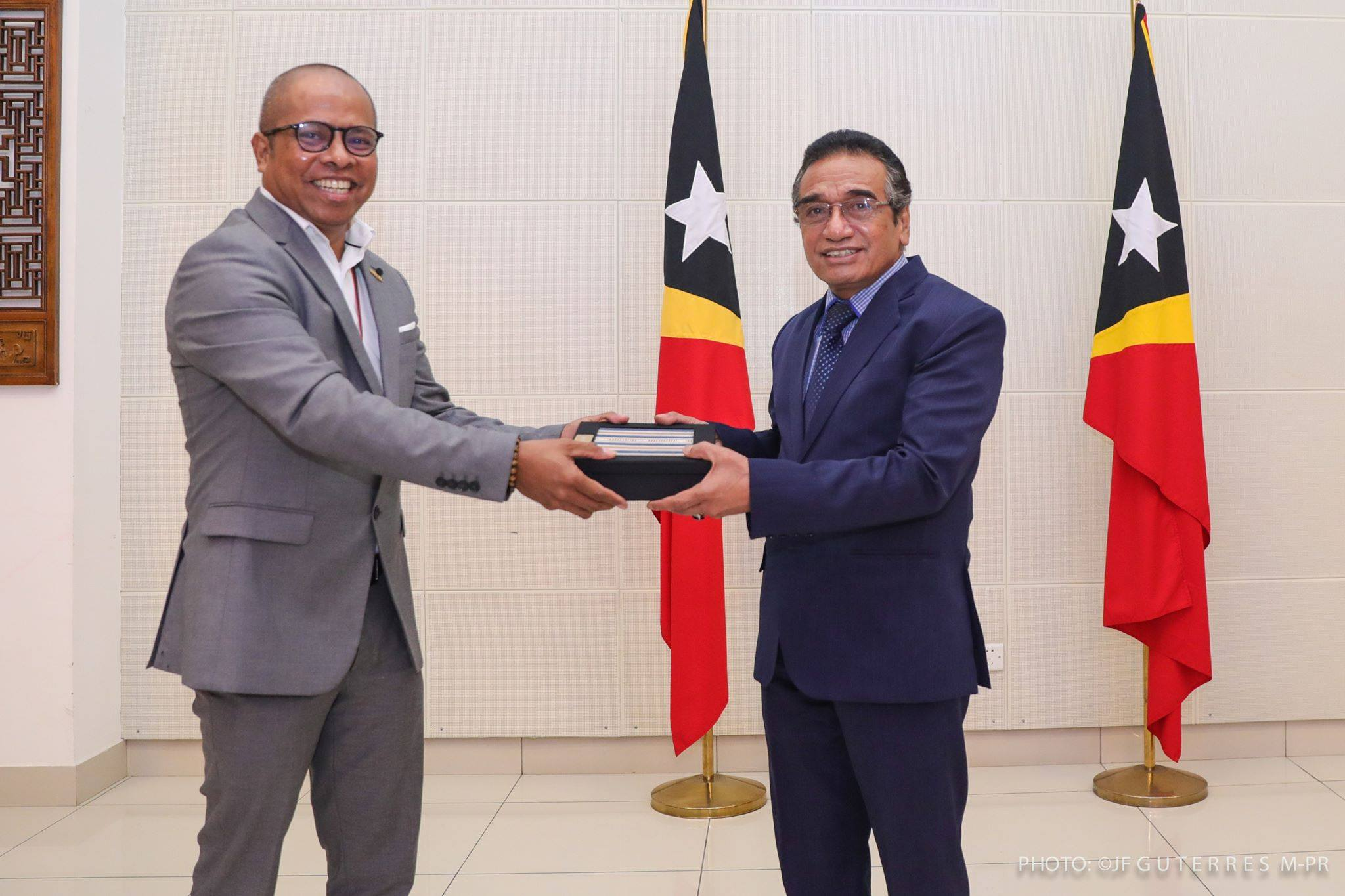
BNCTL-Vorsitzender Brigido de Sousa und Staatspräsident Francisco Guterres

Erster Vorsitzender des Vorstands wurde Brigido de Sousa, ein ehemaliger Mitarbeiter der Asiatischen Entwicklungsbank (ADB).
Die BNCTL ist die erste Bank mit Sitz in Osttimor. Sie entstand aus dem Institut für Mikrofinanz von Osttimor (IMFTL), nachdem ihr am 11. Juli 2011 eine uneingeschränkte Lizenz als Bank erteilt wurde. Das Startkapital betrug 10 Mio. US-Dollar. In elf der 13 Distrikte wurden Filialen eröffnet. Die Einlagen von knapp 40.000 Kunden hatten einen Wert von 4,5 Mio. US-Dollar, 8 Mio. US-Dollar waren an 10.000 Kreditnehmer vergeben, 4.000 davon waren Frauen.
Der Bericht von 2014 wies ein Vermögen von 90 Mio. US-Dollar aus, eine Steigerung von 88 % seit 2013. Das Portfolio der öffentlichen Kredite erreichte ein Wachstum von 24 % auf 26 Mio. USD, und die öffentlichen Einlagen stiegen um 105 % auf 64 Mio. USD. 17.076 Personen erhielten einen Kredit und Einlagen hatten 160.446 Kunden. Die Kreditzinsen lagen zwischen 8 und 14 %. Hypothekendarlehen im Jahr 2015 wurden mit Zinssätzen im Bereich von 5 bis 6 % verzinst. Für das Jahr war der Beginn von einem Angebot von Mobile Banking mit dem Smartphone geplant.